# 谢林·苏珊·马修斯谋杀案
谢林·苏珊·马修斯(2014年7月14日-2017年10月7日)，是一名印度裔美国幼儿，被发现死在德克萨斯州理查森的一个涵洞里。她的养父韦斯利·马修斯于2017年10月7日称她失踪。她的尸体是在她家附近的涵洞里的一条路上被发现，她的养父承认处理了她的尸体。

## 早期生活
谢林·马修斯出生于印度比哈尔邦纳兰达，原名萨拉斯瓦蒂。她出生后不久她的亲生父母就抛弃了她。谢林被一名慈善工作者发现并被带到娜兰达修女特蕾莎·阿纳纳斯·塞瓦·阿什拉姆，这是一家由巴比塔·库马里经营的收养中心。库马里回忆说谢林曾经称呼她为“妈妈”。
韦斯利·马修斯和他的妻子西尼·马修斯是德克萨斯州理查森的居民，他们于2016年7月18日收养了谢林。

## 失踪
2017年10月7日上午8点左右，理查森警方接到谢林失踪的通知。韦斯利·马修斯告诉警方，谢林是从印度领养的，谢林从印度收养时营养不良，为了让她的体重增加，她起床的时候就应该吃喝。韦斯利·马修斯的初步报告显示，其中一次喂食是在当天凌晨3点进行，然而谢林不想喝牛奶，作为惩罚，韦斯利让她站在附近的小巷外。15分钟后，马修斯来到外面时发现谢林失踪。韦斯利·马修斯没有立即报告失踪，而是说他洗了一大堆衣服，并同时想着该怎么做。

## 调查
10月7日，韦斯利·马修斯因危害儿童被捕，后来被保释。调查人员发现他的家庭SUV大约在凌晨4点离开马修斯家，开始怀疑他的说法。谢林失踪的那天早上，这辆SUV在凌晨5点之前回到了家。

## 发现尸体
2017年10月22日，在马修斯家附近的一个涵洞发现一具女孩尸体，后来被确认是谢林·马修斯。当天，韦斯利·马修斯向警察局报到并他的证词。按新的证词，当谢林拒绝喝牛奶时，他“亲自帮助”她喝牛奶，谢林开始窒息，随后死亡。然后他在涵洞里处理了谢林的身体。
根据谢林的儿科医生苏珊娜·达基尔医生的说法，谢林在不同的愈合阶段受到伤害，并有多处骨折。达基尔医生认为谢林被虐待，向儿童保护服务机构发出警告。
2018年1月3日，达拉斯县法医办公室将谢林的死因报告为“杀人暴力”。

## 逮捕
韦斯利·马修斯最初因危害儿童被捕，后来被保释。在谢林的尸体被发现后，韦斯利改变他的证词，他以伤害儿童的罪名再次被捕。韦斯利以100万美元保释金入狱。2018年8月1日，他的保释金降至50万美元。2017年11月16日，西尼·马修斯向警方自首，并以25万美元的保证金入狱。警方以“遗弃儿童”指控西尼·马修斯，因为西尼·马修斯于10月6日晚将谢林独自留在家中。韦斯利·马修斯被判处终身监禁。2019年3月1日，针对西尼的指控被撤销。